# 私は泣かない
『私は泣かない』（わたしはなかない）は、1966年10月29日に公開された日活制作のモノクロ、青春映画である。監督は吉田憲二、主演和泉雅子。吉田憲二第1回監督作品、第1回・青少年映画賞文部大臣グランプリ受賞作品。

## 配役
- 和泉雅子 : 村上早苗
- 山内賢 : 神崎三郎
- 芦川いづみ : 小沢弓恵
- 北村和夫 : 原田修一郎
- 市川久伸 : 原田幸男
- 藤田尚子 : 松本佳子
- 藤間紫 : 桜井美佐
- 太田雅子 : トシ
- 北野八重子 : 葉子
- 五十嵐マリ : まさみ
- 波多野憲 : 水野英彦[5]
- 早川由記 : 飯島タキ[5]
- 市村博 : 高野宏
- 本郷淳 : 松葉杖の青年
- 奈良岡朋子 : 原田の妻・政江
- 鈴木瑞穂 : 検事
- 下絛正巳 : 古賀省造

## スタッフ
- 監督 ： 吉田憲二
- 脚本 ： 石森史郎、吉田憲二
- 企画 ： 柳川武夫
- 音楽 ： 小杉太一郎
- 撮影 : 姫田真佐久
- 編集 : 鈴木晄
- 美術 : 川原資三[5]
- 録音 : 古山恒夫[5]
- 照明 : 岩木保夫[5]

## 併映作品
- 『白鳥』: 西河克己監督